# GP Sven Nys 2016
De 17e editie van de cyclocross GP Sven Nys (sponsornaam  KwadrO GP Sven Nys) op de Balenberg in Baal werd gehouden op 1 januari 2016. De wedstrijd maakte deel uit van de Bpost bank trofee 2015-2016. De titelverdediger was de Belg Wout van Aert, die ook dit jaar won na een indrukwekkende solo.

## Mannen elite

### Uitslag
| Plaats | Naam                   | Ploeg                     | Tijd     |
| ------ | ---------------------- | ------------------------- | -------- |
| 1      | Wout van Aert          | Crelan-Vastgoedservice    | 1u00'40" |
| 2      | Sven Nys               | Crelan-AA Drink           | + 1'12"  |
| 3      | Toon Aerts             | Telenet-Fidea             | + 1'14"  |
| 4      | Michael Vanthourenhout | Marlux-Napoleon Games     | + 1'17"  |
| 5      | Klaas Vantornout       | Marlux-Napoleon Games     | + 1'18"  |
| 6      | Gianni Vermeersch      | Marlux-Napoleon Games     | + 1'20"  |
| 7      | Lars van der Haar      | Team Giant-Alpecin        | z.t.     |
| 8      | Corné van Kessel       | Telenet-Fidea             | + 1'35"  |
| 9      | Laurens Sweeck         | ERA Real Estate-Murprotec | + 2'00"  |
| 10     | Kevin Pauwels          | Marlux-Napoleon Games     | + 2'09"  |
| 11     | 0                      |                           |          |
| 12     | 0                      |                           |          |
| 13     | 0                      |                           |          |
| 14     | 0                      |                           |          |
| 15     | 0                      |                           |          |

| Pos. | Punten |
| ---- | ------ |
| 1    | 80     |
| 2    | 60     |
| 3    | 40     |
| 4    | 30     |
| 5    | 25     |
| 6    | 20     |
| 7    | 17     |
| 8    | 15     |
| 9    | 12     |
| 10   | 10     |
| 11   | 8      |
| 12   | 5      |
| 13   | 4      |
| 14   | 2      |
| 15   | 1      |

2000 · 
2001 · 
2002 · 
2003 · 
2004 · 
2005 · 
2006 · 
2007 · 
2008 · 
2009 · 
2010 · 
2011 · 
2012 · 
2013 ·
2014 · 
2015 · 
2016 ·
2017 ·
2018 ·
2019 ·
2020 ·
2021 ·
2022 ·
2023 ·
2024 ·
2025
 GP Mario De Clercq · 
 Koppenbergcross · 
 Flandriencross · 
 GP Rouwmoer · 
 Scheldecross · 
 Azencross · 
 GP Sven Nys · 
 Waaslandcross